# Подольская кухня

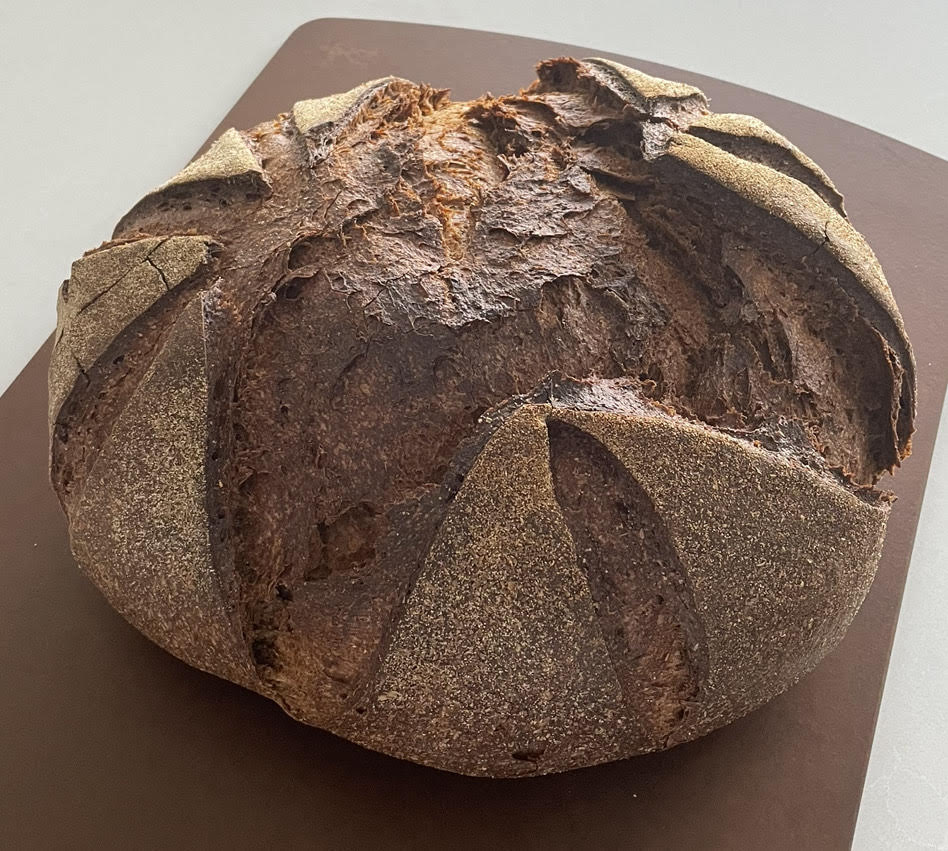
Ржаной хлеб на закваске столетиями был на Подолье основной едой крестьян

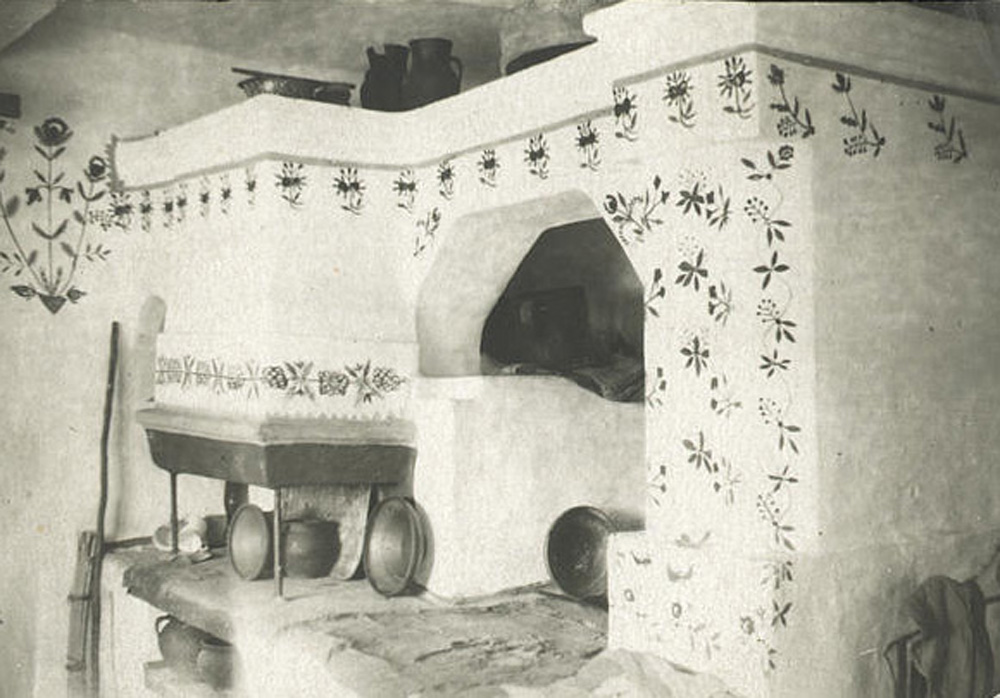
Подольская печь для приготовления еды, начало XX века

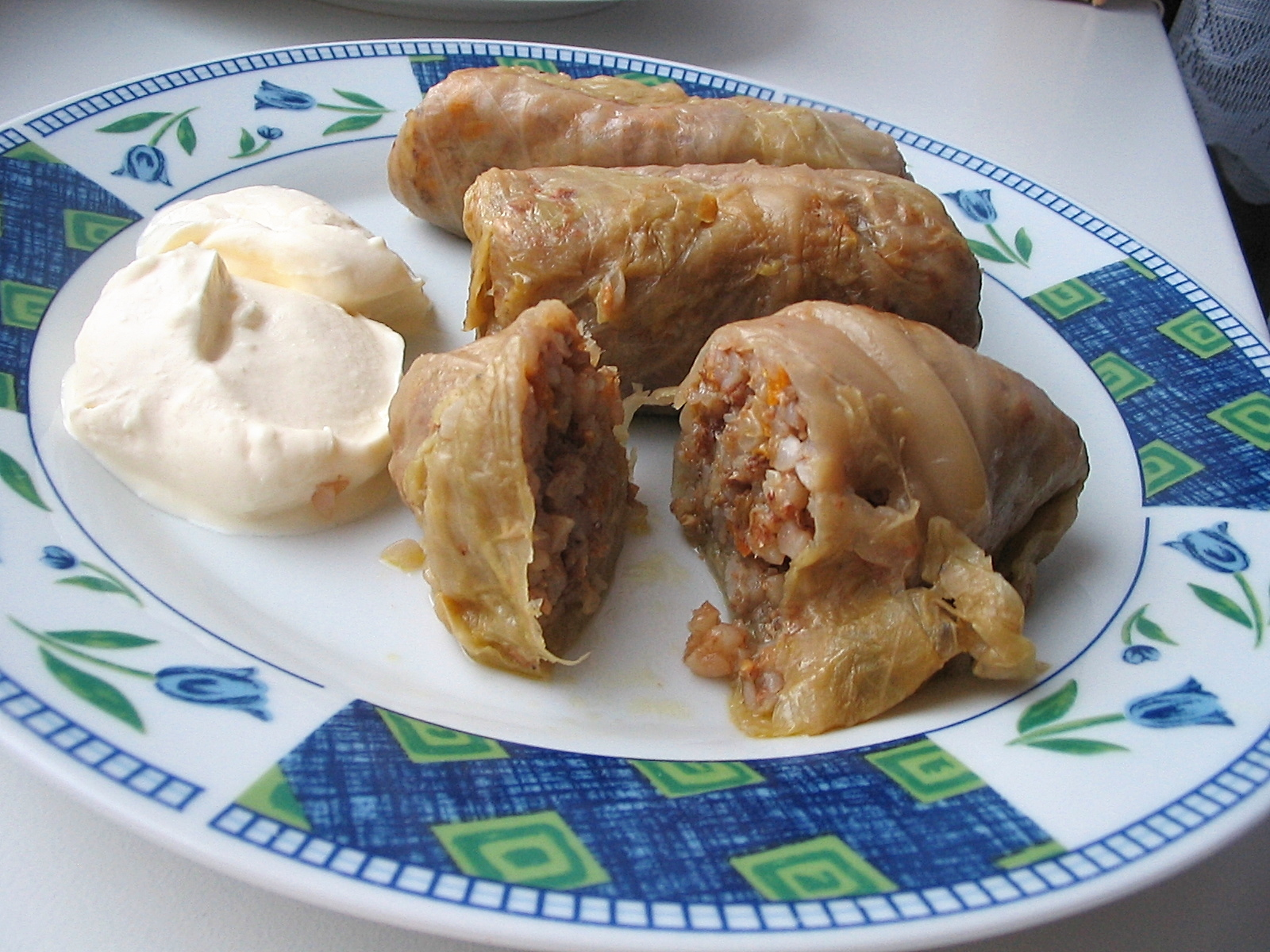
Голубцы с гречкой являются типичными для подольской кухни

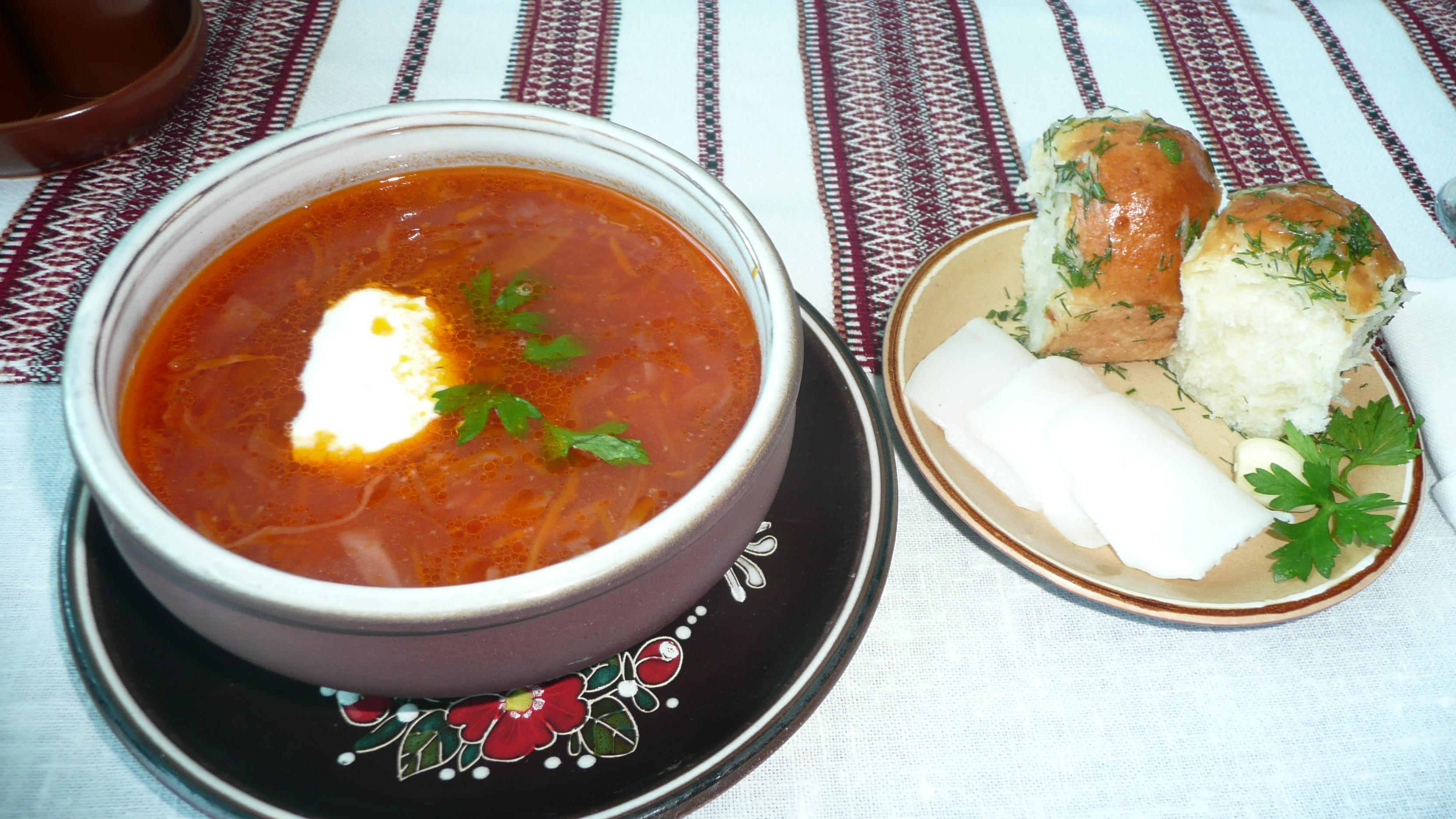
Борщ с пампушками

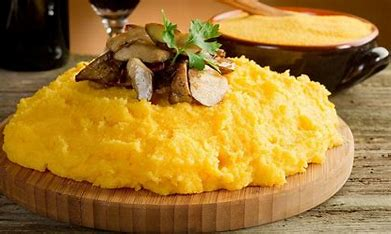
Мамалыга из соседней Молдавии распространена на Подолье

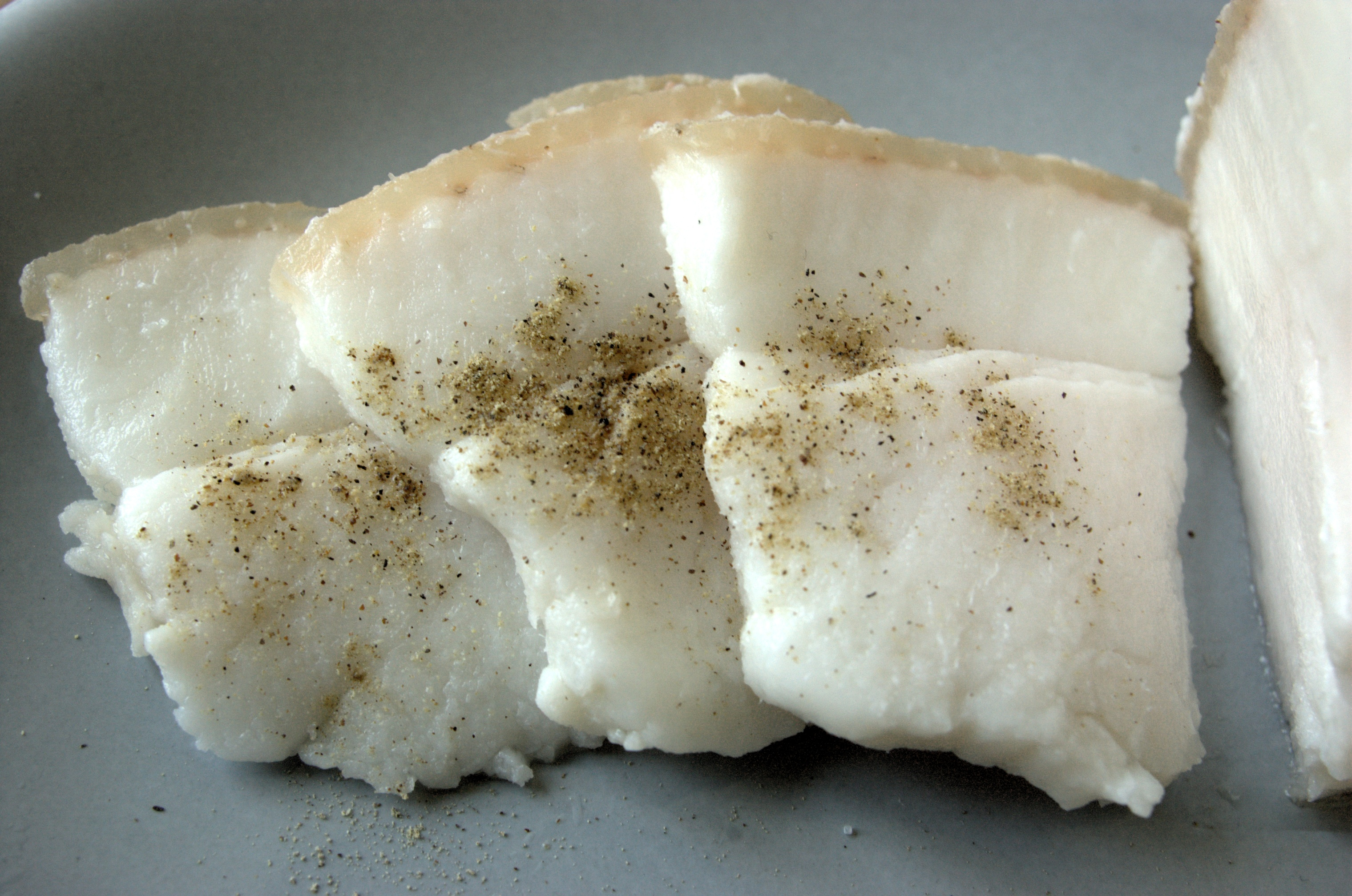
Виннитчина славится своим салом

Подольская кухня – это самобытная кухня украинского региона Подолье, преимущественно Винницкой и Хмельницкой областей, с некоторым влиянием кулинарных традиций соседней Молдовы, Польши, в состав которой входил этот регион, и евреев, которые поселялись преимущественно в городах. Плодородные земли Подолья, его поля и сады, обеспечивали разнообразными продуктами, из которых делали множество местных блюд.

## Продукты и обычаи
Современная подольская кухня активно формировалась во второй половине XIX века. Основным направлением хозяйства подолян было земледелие, а вспомогательным – животноводство. Среди зерновых акцент делался на выращивании ржи, затем следовали пшеница, ячмень, овес, просо, гречка, кукуруза (особенно на юге региона и в сопредельных районах с Молдовой), а также горох и фасоль.
Огородничество было представлено картофелем, капустой, огурцами, луком, морковью, чесноком, петрушкой, укропом, хреном, редькой, тыквами, арбузами и дыни (на юге). В больших объемах выращивали сахарную свеклу, которую перерабатывали на многочисленных сахарных заводах и винокурнях края. Из масличных традиционно выращивали коноплю и лен, но их постепенно вытеснял подсолнечник.
Сливы, яблоки, груши при благоприятном климате росли во многих усадьбах, как и вишни, смородина. Малина и аргус менее распространены. Во второй половине XIX века еще сохранялось собирательство диких ягод (калины, земляники, бузины, терна, черники, шиповника) и грибов. Пчеловодство и рыболовство было второстепенным занятием крестьян.
Потребность в мясе закрывали свиньи, свинина была и является наиболее распространенной, а коров использовали в основном в качестве тягловой силы и источника молока, молочных продуктов. На юге и юго-западе держали овец. Из птицы на первом месте были куры и гуси, менее распространены утки и индюки. Мясные блюда появлялись на крестьянском столе только во время праздников: Рождества, Пасхи, свадьбы и других.
Основными способами приготовления пищи была варка и тушение.
Строго соблюдали пост, во время которого не употребляли мясо, сало, заменяя их овощными блюдами, из рыбы и грибов .
Некоторые исследователи отдельно выделяют замковую кухню Подолья, где с давних времен было очень много замков и фортификационных сооружений. Постоянная готовность к осаде требовала особого набора продуктов. К примеру, в замках варили пиво, мясо солили или варили и заливали вытопленным салом. В блюда добавляли специи, которые привозили купцы .

## Традиционные крестьянские блюда
Основным продуктом питания на Подолье был хлеб, к которому относились как к чему-то святому. В быту предпочитали дрожжевой пресному. Его готовили преимущественно из ржаной муки с добавками ячменя, овса, а в неурожайные годы с добавлением картофеля, лебеды, желудей. Пшеничная мука преимущественно использовалась для праздничной и церковной выпечки: паляниц, калачей, караваев и т.д. Выпекание хлеба, как и по всей Украине, было чисто женским делом.
На завтрак пекли или жарили пресные лепешки – «жилники», иногда из остатков мамалыги, гречневой лемешки, гороха, который был очень распространен. К примеру, из него делали «горохвяники». В состав многих блюд входила и фасоль.
Популярны были блины, налисники (с брынзой, сыром), оладьи, особенно на северо-западе, со сметаной, шкварками, жареным луком.
Печеные пироги, балабушки, пончики, балабухи, кныши сначала из-за бедности крестьян были воскресными и праздничными блюдами.
Крутые пшенные и гречневые каши были обычными блюдами, из ячки – пинцак, логаза. Гречневая лемешка и кукурузная мамалыга употреблялись довольно часто.
Местные блюда из вареного теста: галушки, лапша (на яйцах), затирка, вареники. Галушки готовили преимущественно гречневые с примесью пшеничной муки.
Очень любили борщ. Делали его из кваса («борш») с ячневыми крупами, фасолью, свеклой (также квашеной), пшеном, капустой. С сушеной рыбой во время поста, с куском свинины, сала или курицы в скором времени. Особенность подольского борща: для него делали особый отрубной квас – «грыс». Борщ варили на зажарке, борщ из свинины или курицы был редкостью. С начала XX столетия важным компонентом борща становится картофель. Весной делали борщ со щавелем, укропом, зеленым луком, с вареным яйцом и сметаной. Из редких блюд распространенным был и пшенный кулеш, на юге кукурузный. Распространены были и юшки.
Популярным блюдом был капустник, «капуста засыпана», с пшенной или кукурузной крупой.
Картофель, преимущественно отваренный, становится важной пищей крестьян на Подолье только в начале XX века. Ее употребляли с молоком, а по праздникам как гарнир к мясу.
На юге и в юго-западной части Подолья популярны были голубцы с пшеном, кукурузой или гречкой, завернутые в капустные или свекловичные листья. Обычно их старались делать маленькими.
Широко употреблялась тушеная и жареная капуста, свежая и квашеная. Подоляне делали салат из квашеных огурцов, масла и лука, а также из квашеной свеклы, чеснока и растительного масла. Квасить помидоры начали с конца 30-х годов XIX века.
На компоты и начинку шли сушеные фрукты, которые делали благодаря выкопанным печам-сушильням, «баням», «сушкам». Фрукты даже добавляли в борщ (борщ с вишнями), лепили с ними вареники.
Мясные блюда преимущественно употребляли во время празднования. Например, распространенным блюдом было жаркое: мясо обжаривали с луком, заливали кипятком и тушили, заправляя мукой и специями. С таким мясом, например, подавали популярное блюдо – пампушки с «печеней».
Тушеное без обжарки мясо называли «душениной». Из свинины делали колбасы, зельц, студень (драгли, дрели, гишки). Сало солили в кадках, как и нутряной жир – «здир», им заправляли супы. Как отмечается, знаменитое винницкое сало имеет такой нежный вкус благодаря тому, что свиней кормили остатками испорченного молока, сыворотки .
На Подолье традиционно употреблялось много рыбы из Днестра и Южного Буга, жареную, вареную в ухах, сушеную. Больше всего ценился линь. В Хмельницкой области до сих пор готовится традиционная рыбная «пидпалка» .

## Напитки
Из напитков любили квас: грис, свекольный квас, фруктовый квас. Очень распространенным на Подолье был овсяный кисель или киселица. Его сбраживали, варили, заправляли сушеными фруктами, например, черносливом или маковым молоком.
Распространенным был и узвар, на торжестве готовили сыту из меда. Наливки делали для богатых из-за дорогого сахара и меда. Вино производили в молдавских семьях и у молдавских границ, водку в домашних условиях не производили, она была дорогой. В хозяйствах выпаривали брагу и делали сивуху, а после Второй Мировой войны начали гнать самогон дистилляционным способом.

## Характерные подольские блюда
- Белий борщ с сухофруктами (сушеные яблоки и груши) [6]
- Борщ на вишне[7]
- Паска подольская [8].
- На́чинка – праздничное блюдо наподобие запеканки с мясом.[9].
- Лежни из лемишки с начинкой, обжаренные в масле[10]
- Вареники c бебешками (местное название ливера) из Камянец-Подольського[5]
- Урванцы (затирка и щипанцы) из Виннитчины[5]
- Зиньковская черная колбаса. Копчение длится 6 часов на ветках фруктовых деревьев, во время которого мясо много раз смазывают свиной кровью, что обеспечивает черный цвет колбасы[11].
- Картофель по-улановски
- «Пьяный петух» - рецепт мяса, тушеного с вином и фруктами[2].
- Розрепанцы – пирожки из картофельного теста[12].
- Лежни[12]
- Тимановская каша – старинное блюдо, которое готовят в одном из сел Винитчини[13][14].
- Годзя[15].
- Каша Зозуля